# Sungai Padas
Der Padas (mal. Sungai Padas) oder Padas River ist ein Fluss im malaysischen Bundesstaat Sabah auf Borneo. Er entspringt im südwestlichen Sabah, im Grenzgebiet zu Indonesien und Sarawak und verläuft aus dem Hochland bis zur Mündung bei Weston in die Padas-Bucht, die wiederum zum Südchinesischen Meer gehört. Im Mündungsgebiet mäandriert der Fluss stark. Der Padas mit seinen Quell- und Nebenflüssen entwässert ein Gebiet von 7720 km².

## Geologie
Etwa 20 % des Einzugsgebietes besteht aus Alluvialböden in Höhenlagen zwischen 200 und 600 m, weitere 60 % aus Hügeln und 20 % aus Gebirge mit Höhen bis zu 2600 m. Es herrschen sandiger Lehm, Sedimente und feine bis grobkörnige Sande vor. Der Süden und Osten besteht aus Sandstein und Tonstein, der Westen aus Schluffschiefer und massivem Sandstein, der Norden aus alluvialem Kies. 22 % der Wassermenge des Sungai Padas entstammt dem Einzugsgebiet des Sungai Sook und strömt über den Sungai Pegalan dem Padas zu.

## Nutzung
Der Padas mit seinen Quell- und Nebenflüssen stellt das größte Flusssystem im Westen von Sabah dar. Der Unterlauf dient der Trinkwasserversorgung der Distrikte Beaufort und Tenom sowie dem Bundesterritorium Labuan. Außerdem wird in einer Staustufe unterhalb von Tenom Strom aus Wasserkraft für die Westküste Sabahs gewonnen.
Zwischen Tenom und Beaufort verläuft der Fluss in der Padas-Schlucht. Dieser Flussabschnitt ist beliebt für Wildwasserrafting und Kajaktouren. Außerdem folgt die Bahnstrecke der Sabah State Railway dem Flusslauf. Für die Schluchtbewohner stellt die Eisenbahn die einzige infrastrukturelle Anbindung von Einzelhäusern und Siedlungen im straßenlosen Padas-Tal dar.

## Galerie

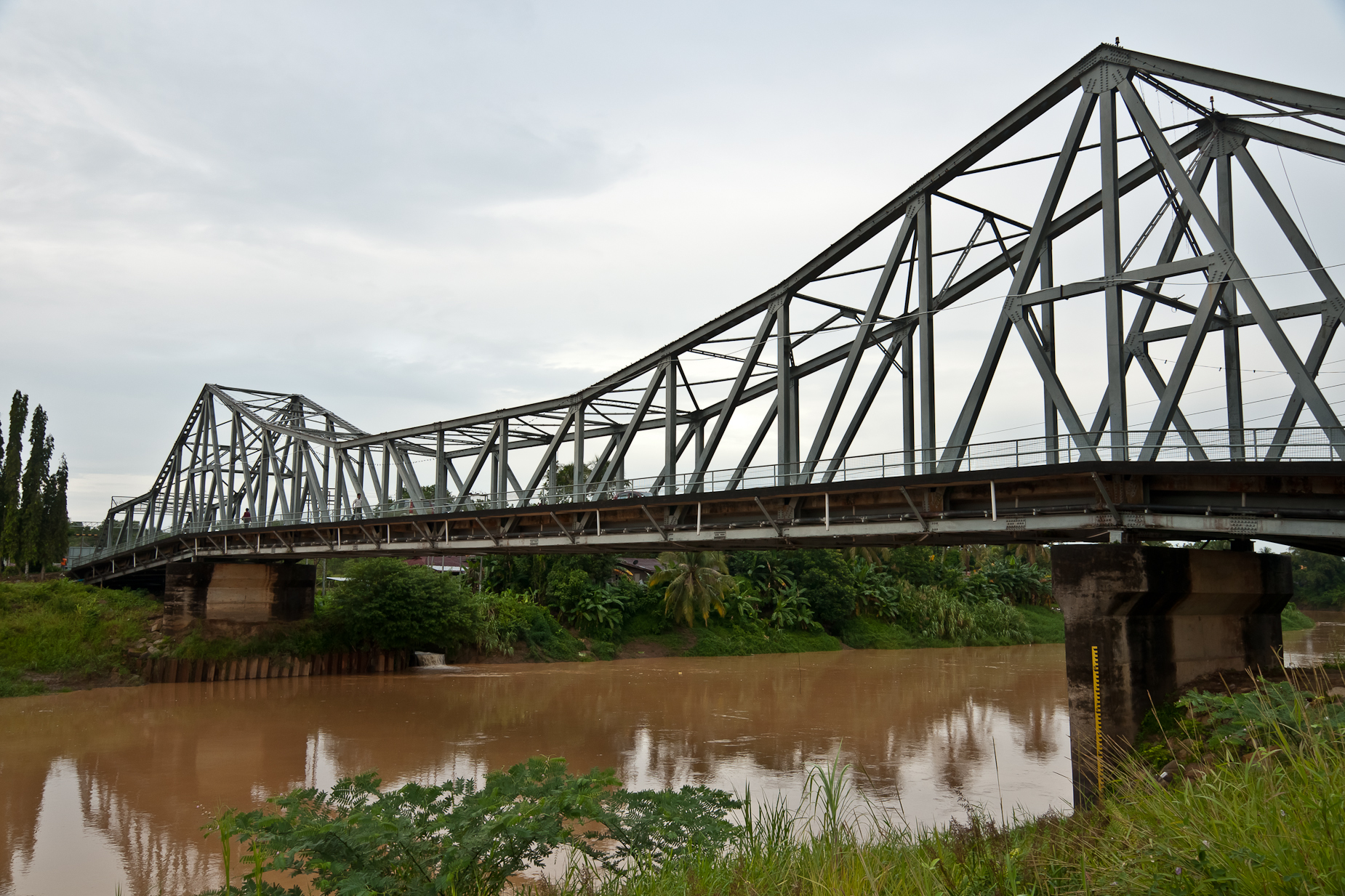
Brücke über den Sungai Padas in Beaufort
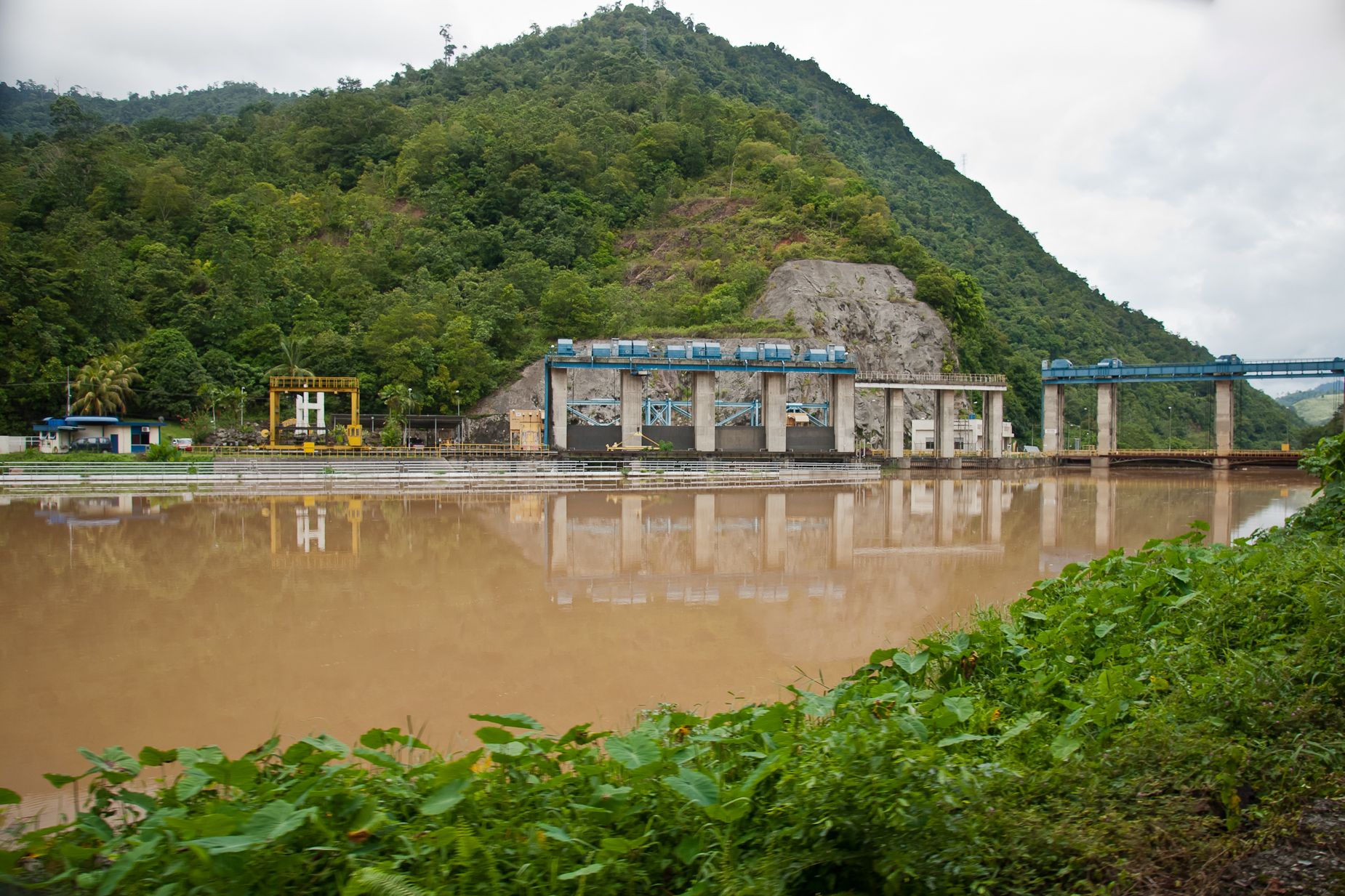
Staustufe in der Nähe von Tenom am Eingang zur Padas-Schlucht
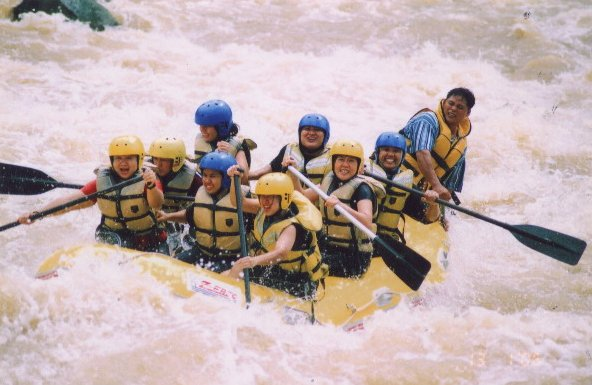
Wildwasserrafting in der Padas-Schlucht